# Pteron
Um pteron (em grego:  πτερον, 'asa'), na arquitetura clássica é o exterior de uma colunata ao redor de um edifício, designadamente um templo grego antigo. A área que circunda a cela num templo cercado por colunas como os peripteros , os dipteros e os pseudodipteros (a área como espaço em que se pode permanecer é chamada de peridromas). O pteron é formado pela distância entre o limite externo do anel colunar (a peristasia) e a parede da cela. Oferecia aos fiéis um abrigo coberto perto da parede da cela e também podia ser usado para procissões rituais. O pteroma ou perístasis é a passagem entre as colunas e a parede de um templo; o peristilo  indica um conjunto de colunas, na sua maioria ininterruptas, que circunda um espaço delimitado.